# Another Love
Another Love ist ein Lied des britischen Sängers und Liedtexters Tom Odell aus dem Jahr 2012. Es ist Bestandteil des Albums Long Way Down sowie der EP Songs from Another Love und erreichte europaweite Chartplatzierungen, darunter Top-10-Platzierungen in Österreich und dem Vereinigten Königreich.

## Inhalt
Das in englischer Sprache verfasste Stück tendiert sowohl textlich als auch melodisch ins Melancholische. Der Liedtext bildet die große Reue wegen einer gescheiterten Partnerschaft ab. Er singt, dass er der Beziehung nachtrauert, aber aufgrund von so vielen gescheiterten Beziehungen nicht mehr weinen kann: „All my tears have been used up on another love“. Daraufhin singt Odell, er wolle zu lieben lernen: „I wanna learn to love“.

## Verwendung
Das Lied entwickelte sich im Zuge der durch den russischen Überfall auf die Ukraine ausgelösten Fluchtbewegung aus der Ukraine 2022 zu einem Lied der Hoffnung für viele Menschen. So wurde es auch in den sozialen Netzwerken für Bekundungen der Solidarität zur Ukraine und gegen den Krieg sowie für Frieden in der Ukraine und Europa genutzt und diente als Untermalung in medialen Zusammenschnitten. Auch im Rahmen von öffentlichen Versammlungen und Demonstrationen wurde es regelmäßig verwendet, aufgeführt oder gesungen. Odell selbst hat sein Lied am 12. März 2022 vor Ort in dem Bahnhof București Nord, einem Drehkreuz für Flüchtlinge im benachbarten Rumänien, aufgeführt.

## Kommerzieller Erfolg

### Chartplatzierungen
Another Love erreichte in Deutschland im Jahr 2013 mit Rang elf zunächst seine vorläufig beste Chartnotierung. Nachdem sich die Single zunächst in den Jahren 2013 und 2014 in den Charts platzierte, schaffte sie es in den Jahren 2021 und 2022 erneut dauerhaft in die Top 100. In der Chartwoche vom 8. Dezember 2023 löste das Lied mit seiner 200. Platzierung in den deutschen Singlecharts Roller von Apache 207 als erfolgreichsten Dauerbrenner ab. In der Chartwoche vom 23. September 2022 schaffte es das Lied in seiner 137. Chartwoche erstmals in die Top 10, so spät wie kein anderer Titel zuvor. Dies bedeutete mit Rang neun gleichsam die beste Chartnotierung, die der Song in Deutschland bislang erreichen konnte. 2013 platzierte sich Another Love auf Rang 48 der Single-Jahrescharts in Deutschland. 2021 schaffte der Song den erneuten Sprung in die Jahrescharts und belegte dabei Rang 68.
| ChartsChartplatzierungen     | Höchstplatzierung | Wochen |
| ---------------------------- | ----------------- | ------ |
| Deutschland (GfK)            | 9 (… Wo.)         | …      |
| Österreich (Ö3)              | 2 (206 Wo.)       | 206    |
| Schweiz (IFPI)               | 4 (… Wo.)         | …      |
| Vereinigtes Königreich (OCC) | 10 (130 Wo.)      | 130    |

| ChartsJahrescharts (2013)    | Platzierung |
| ---------------------------- | ----------- |
| Deutschland (GfK)            | 48          |
| Schweiz (IFPI)               | 67          |
| Vereinigtes Königreich (OCC) | 86          |

| ChartsJahrescharts (2014) | Platzierung |
| ------------------------- | ----------- |
| Österreich (Ö3)           | 48          |
| Schweiz (IFPI)            | 42          |

| ChartsJahrescharts (2021)    | Platzierung |
| ---------------------------- | ----------- |
| Deutschland (GfK)            | 68          |
| Österreich (Ö3)              | 51          |
| Schweiz (IFPI)               | 46          |
| Vereinigtes Königreich (OCC) | 75          |

| ChartsJahrescharts (2022)    | Platzierung |
| ---------------------------- | ----------- |
| Deutschland (GfK)            | 13          |
| Österreich (Ö3)              | 7           |
| Schweiz (IFPI)               | 7           |
| Vereinigtes Königreich (OCC) | 27          |

| ChartsJahrescharts (2023)    | Platzierung |
| ---------------------------- | ----------- |
| Deutschland (GfK)            | 10          |
| Österreich (Ö3)              | 4           |
| Schweiz (IFPI)               | 5           |
| Vereinigtes Königreich (OCC) | 21          |

| ChartsJahrescharts (2024)    | Platzierung |
| ---------------------------- | ----------- |
| Deutschland (GfK)            | 27          |
| Österreich (Ö3)              | 20          |
| Schweiz (IFPI)               | 5           |
| Vereinigtes Königreich (OCC) | 62          |

### Auszeichnungen für Musikverkäufe
| Land/Region                  | Auszeichnungen für Musikverkäufe (Land/Region, Auszeichnung, Verkäufe) | Verkäufe  |
| ---------------------------- | ---------------------------------------------------------------------- | --------- |
| Australien (ARIA)            | 12× Platin                                                             | 840.000   |
| Belgien (BRMA)               | Platin                                                                 | 30.000    |
| Dänemark (IFPI)              | 4× Platin                                                              | 360.000   |
| Deutschland (BVMI)           | 11× Gold                                                               | 1.650.000 |
| Frankreich (SNEP)            | Gold                                                                   | 75.000    |
| Griechenland (IFPI)          | Diamant                                                                | 100.000   |
| Italien (FIMI)               | 6× Platin                                                              | 600.000   |
| Kanada (MC)                  | Platin                                                                 | 80.000    |
| Mexiko (AMPROFON)            | 9× Gold                                                                | 270.000   |
| Neuseeland (RMNZ)            | 5× Platin                                                              | 150.000   |
| Niederlande (NVPI)           | Gold                                                                   | 10.000    |
| Österreich (IFPI)            | Gold                                                                   | 15.000    |
| Portugal (AFP)               | Diamant                                                                | 100.000   |
| Schweden (IFPI)              | 5× Platin                                                              | 400.000   |
| Schweiz (IFPI)               | Platin                                                                 | 20.000    |
| Spanien (Promusicae)         | 7× Platin                                                              | 420.000   |
| Vereinigte Staaten (RIAA)    | Platin                                                                 | 1.000.000 |
| Vereinigtes Königreich (BPI) | 6× Platin                                                              | 3.600.000 |
| Insgesamt                    | 5× Gold · 58× Platin · 2× Diamant ·                                    | 9.720.000 |